# 田名 (伊平屋村)
田名（だな）は、沖縄県伊平屋村の地名である。旧田名村。

## 概要
郵便番号は〒905-0701である。
伊平屋村の最北に位置する集落、田名公民館・田名共同売店を中心とした居住地区、前泊地区との間の農地・水田及び田名池（だなぐむい）の地区、山林にかこまれた北端の地区に分かれている。
明治以前、琉球王朝時代は、前泊地区と合わせて田名村（田那村）と呼称されていた。
基本情報（2024年9月25日現在）
- 面積：5,790,282.852m2
- 周辺長：13,764.127m
- 人口：237人
- 世帯数：108世帯

## 歴史
- 1264年（文永1）：田名村として「田名」という地名が文章に初めて登場。
- 14～15世紀：田名城築城（2018年沖縄県指定史跡に認定）[2]。
- 1478年：田名地頭として田名親雲上真儀（麻氏田名家。元祖・麻普蔚、大城按司真武）が配置される[3]。（琉球の地頭一覧）
- 17世紀：念頭平松が植えられる。
- 1781年：江戸の書籍に伊平屋島田名村のクマヤ洞窟が登場。「衝口発（著：藤原貞幹・藤貞幹）」にて神武天皇伊平屋（クマヤ洞窟＝天岩戸）起源説を発表[4]。
- 1909年（明治42年）：沖縄県の特別町村制の施行により、行政区前泊地区が字田名から分離される[3]。
- 1926年：最初の田名共同売店が設立される[5]。
- 1940年4月1日：伊平屋小学校田名分校（1.2年複式学級）を設置[3]。
- 1945年6月3日：アメリカ軍伊平屋島に上陸[6]。
- 1945年：アメリカ軍上陸により田名共同売店が閉店に追い込まれる[5]。
- 1945年6月5日：アメリカ軍の伊平屋島占領により、田名地区に伊平屋村民が集められ収容される[7]。
- 1951年（昭和26年）：ウザナムイ（現：田名ロータリー）に田名共同売店（茅葺）が区民によって再建される[3][5]。
- 1952年（昭和27年）：田名共同売店が茅葺から鉄筋コンクリート建てに改築。
- 1973年4月1日：統廃合により伊平屋小学校田名分校廃校[8]。
- 1980年（昭和55年）：田名共同売店が店舗拡張により、ウザナムイ（現：田名ロータリ）より現住所地（字田名3477）へ移転[3]。名称も『田名共同売店』から『田名スーパー』へ変更[5]。
- 2020年4月：田名共同売店（田名スーパー）突然の閉店。離島地域での物流コスト上昇や地域の人口減少、若者の地域離れなどにより慢性的な経営難になり2度目の閉店となる[5]。売店の経営状況は地域住民に共有されておらず、この4月の突然の閉店は地域住民にとって大変ショックな出来事であった。何とか存続出来ないものかと地域住民総出で再生の住民会議が連日行われた。
- 2020年8月：田名共同売店、再出発。名称も『田名スーパー』から『田名共同売店』と戻し、経営母体も新たに田名区および田名区民から出資を受け設立された『田名区民の会』が担う事となる[5]。
- 2021年7月15日：新伊平屋製糖工場落成。前泊にあった旧製糖工場の老朽化により田名へ新築移転を行った[9]。
- 2022年：コロナの影響により三度経営危機に陥った『田名共同売店』であるが、クラウドファンディングを実施し全国から430万円の応援資金、島出身企業から直接応援を受ける[5]。

## 景勝地
「田名神社」「田名城跡」「伊平屋天巌戸神社」「念頭平松」「クマヤ洞窟」「久葉山（クバヤマ）」「田名池（ダナグムイ）」といった景勝地があり、各地に紐づく「天の岩戸伝説」「無蔵水（んぞみず）伝説」などの伝承が残っている。
- 久葉山（クバヤマ）[10]

山全体が、クバ（ビロウ）に覆われ神聖な山とされておいる。伊平屋島開闢の地。「田名のクバ山」として沖縄県の天然記念物に登録されている。（沖縄県教育委員会1993｢沖縄の文化財Ⅰ天然記念物編）
- クマヤ洞窟[11]

田名地区の北に位置するにクマヤ洞窟は、古くから地域の重要な聖域として管理されてきた。特に伊平屋島の成り立ちに起因する、2-3億年前の海底地層の隆起によって現れたチャート岩や混在石の層に覆われた独特の外観は日本でも珍しく、その神秘性、希少性、独自性より様々な神話が語り継がれている場所である。最も有名な神話としては「天の岩戸伝説（天照大神のお隠れ場所）」であり、（提唱者は江戸時代の国学者、藤井貞幹）砂地の洞窟の入り口を大岩の扉がふさぐ様は正しく神話の情景のそれである。以来、次々と学者や研究者が訪れ、昭和33年に史跡文化財に指定さる。 洞窟内は高さ5メートル、広さ200坪、穴の奥は細い空気穴が対岸の西海岸まで伸びていて（ほふく前進でやっと通れる程度）、反対の入口は西クマヤ穴と呼ばれていた。 その昔、七束の松明でその洞窟を通り過ぎるとき、ヘビを七匹退治したという説話もあり。
- 念頭平松[15]

推定樹齢200年以上、アメリカ合衆国占領下の琉球政府指定天然記念物（1958年）、国の天然記念物（2016年指定）にも指定された地域に愛される松。幹周４．５ｍ、樹高約８ｍ、枝張り東西約２８ｍ、南北約２４ｍという巨大な枝振りの優美な樹形のリュウキュウマツ。県内では久米島の「久米の五枝(ごえ)のマツ」とともにリュウキュウマツの二大名木として著名である。マツ類では珍しく半円形の傘のような自然樹形を形成している。
- 田名共同売店（旧田名スーパー）

設立1926年の100年近い歴史を持つ沖縄最北端の共同売店。戦争、経営難と2度の閉店をするも、その都度田名区の住民総出で再建、2022年のクラウドファンディングでは全国から430万円の資金応援を受け現在も営業中。（店内には、1980年の出資者名簿および2022年のクラウドファンディング応援者の名前が展示）

## 伝統文化・行事
1月
- グニントゥ（御年頭・年始祭）

2月
- 土帝君（トントク） - 農業祭、豊作祈願

3月
- 浜うり（下り）

4月
- イーミッチとターウミ（稲作の豊年祭）

5月
- 旧暦5月15日 - ウマチー（稲穂祭）

6月
- 旧暦6月15日 - 大マチー（稲の実の祭）

7月
- 旧暦7月15日 - お盆
- 旧暦7月17日 - ウンザミ・ウンジャミ（海神祭・海神送祭）

8月
- 豊年祭

9月
- 旧暦9月5日 - ヤマナジ 5山（アサ岳・メェ岳・クシ岳・御川城ウッカーグシク） 5ヶ所の拝所に祈り、山の整備と縄張りを行う
- 旧歴9月9日 - 世願（ユウニゲ） 世の中の平和祈願、健康長寿、井戸拝み

10月
- ナーナジ（伝統行事なし）
- ムーライトマラソン（第一エイドステーション）

11月
- 旧暦11月21日 - トゥンジー（冬至） トゥンジージューシーを仏前にお供えする

12月
- ヤマグムイ（恋事祭） - マジヤーと奥のお宮に行き、竹馬に乗る